# Горы и реки
Горы и реки — альбом Леонида Фёдорова, Анри Волохонского, Дмитрия Озерского и Игоря Волошина.
Все тексты альбома написаны Анри Волохонским. Они представляют собой серию рассказов автора о зарытых кладах, выдержки из Каталога гор и морей и т. п. Все песни записаны в жанре spoken word.
Фоном являются музыкальные темы, использованные Леонидом Фёдоровым в нескольких песнях его группы «АукцЫон» («О погоде», «Возле меня» и «Дебил»).
Презентация альбома состоялась 26 февраля 2004 года в ЦДХ.

## Список композиций
1. Горы и реки (16:02)
2. Запоздалое (0:39)
3. Клады ч.1 (3:48)
4. В замке Тю (2:03)
5. Клады ч.2 (4:29)
6. Песня чингисхановой матери (2:54)
7. Былая красота и её следы (3:34)

## Участники записи
- Анри Волохонский — художественное чтение, вокал
- Леонид Фёgоров — «звуковое оформление»
- Дмитрий Озерский — «звуковое оформление»
- Игорь Волошин — «звуковое оформление»